# Estado de Poesia
Estado de Poesia é o sétimo álbum de estúdio do cantor e compositor paraibano Chico César, lançado em 2015. Primeiro álbum de inéditas desde 2008, Chico compôs as letras de doze das quatorze canções e fez o arranjo de todas as canções do disco.

## Antecedentes e desenvolvimento
O disco foi contemplado pelo Edital Nacional Natura Musical 2014. O projeto contemplado também incluiu uma turnê por cinco capitais, a saber: João Pessoa, São Paulo, Rio de Janeiro, Porto Alegre e Salvador. O disco tem produção do próprio artista e de Michi Ruzitscha, com produção executiva da Urban Jungle; a distribuição física ficou pela Pommelo Distribuições e a distribuição digital pelo Laboratório Fantasma.
Primeiro álbum de inéditas desde 2008, todas as letras das canções são de autoria de Chico César, exceto "Quero Viver", poema inédito de Torquato Neto, e "Reis do Agronegócio", de Carlos Rennó. Todos os arranjos das canções são do próprio músico.

## Lançamento e divulgação
O álbum foi lançado em show em 24 de junho de 2015 no Centro Cultural Rio Verde, na cidade de São Paulo. O primeiro single do álbum foi a canção "Da Taça", lançado em 2 de junho de 2015 e disponibilizada gratuitamente para download. A segunda música de trabalho foi a faixa-título "Estado de Poesia", também disponibilizada gratuitamente para download em 23 de junho. Esta música fora anteriormente gravada por Maria Bethania, em seu DVD Carta de Amor, de 2013.
O primeiro videoclipe foi o da música "Negão", dirigido por Pico Garcez e lançado em 15 setembro de 2015. O clipe é estrelado por Chico e Lazzo Matumbi, registrados na gravação em estúdio da canção, e pela atriz Dandara Baldez, que acompanha os músicos com "poesia corporal", segundo a Rolling Stones Brasil. O segundo clipe foi da canção "Palavra Mágica", lançado em 31 de março de 2016. Desta vez, a direção ficou com Mihay Vetyemy, que retratou Chico e sua esposa, a atriz paraibana Bárbara Santos, pelas ruas de São Paulo.

## Repercussão
O disco foi bem recebido pela crítica. Guimarães destaca que Estado de Poesia é "um disco mistura amor e crítica [social] sem se tornar piegas ou panfletário" e "musicalmente o álbum mistura forró, samba, frevo e xote". Após resenhar faixa por faixa, ele conclui ressaltando que é "disco que você precisa ouvir".  Calado confirma que o CD tem dois lados: um mais intimista, ouvido nas canções "Palavra Mágica", "Atravessa-me" e na própria faixa-título, e outro mais social, percebido em "Negão" e "No Sumaré", sobre racismo e preconceito, respectivamente, e "Reis do Agronegócio", uma crítica ao modelo atual desta indústria. À época do lançamento, o disco também foi resenhado fora do Brasil, a exemplo do site italiano Il Giornalle Della Musica (O Jornal da Música, em tradução livre).
Em 2016, Chico César foi indicado ao prêmio de melhor cantor na categoria Pop / Rock / Reggae / Hiphop / Funk na 27.ª edição do Prêmio da Música Brasileira pelo álbum Estado de Poesia.

## Faixas
Todas as músicas compostas por Chico César.
| N.º            | Título                                  | Letras         | Duração |  |
| 1.             | "Caninana"                              | Chico César    | 4:31    |  |
| 2.             | "Caracajus"                             | Chico César    | 5:36    |  |
| 3.             | "Estado de Poesia"                      | Chico César    | 5:24    |  |
| 4.             | "Palavra Mágica"                        | Chico César    | 4:34    |  |
| 5.             | "Museu"                                 | Chico César    | 4:51    |  |
| 6.             | "Da Taça"                               | Chico César    | 4:25    |  |
| 7.             | "Miaêro"                                | Chico César    | 6:05    |  |
| 8.             | "Guru"                                  | Chico César    | 4:14    |  |
| 9.             | "Atravessa-me"                          | Chico César    | 3:50    |  |
| 10.            | "Negão" (participação de Lazzo Matumbi) | Chico César    | 3:33    |  |
| 11.            | "Quero Viver"                           | Torquato Neto  | 2:31    |  |
| 12.            | "No Sumaré" (participação de Escurinho) | Chico César    | 3:49    |  |
| 13.            | "Alberto" (participação de Seu Pereira) | Chico César    | 3:16    |  |
| 14.            | "Reis do Agronegócio"                   | Carlos Rennó   | 11:02   |  |
| Duração total: | Duração total:                          | Duração total: | 1:07:40 |  |